# Resen
Resen (makedonsko Ресен [ˈrɛːsɛn] ) je mesto na jugozahodu Makedonije in sedež istoimenske občine. Leži v bližini Prespanskega jezera; in je približno enako oddaljeno od sosednjih mest Bitole in Ohrida. Resen je edino mesto na območju Prespanskega jezera.

## Geografija
Resen se nahaja na severnem robu približno 100 km² velike planote, ki se razteza severno od Prespanskega jezera. Na zahodu planoto omejuje gorovje Galičica, na vzhodu pa Baba. 

## Zgodovina
Arheološke najdbe iz rimske dobe, kot so miljni kamni, kažejo na zgodnjo poselitev območja. V antiki je bila tu rimska poštna postaja na pomembni cesti Via Egnatia.
V 8. stoletju je območje prišlo pod oblast Prvega bolgarskega cesarstva. Po bitki na Belasici so se nekateri oslepljeni vojaki naselili v bližini, zaradi česar so Bizantinci kraj poimenovali Asamati  – "naselje enookih".
V poznem 14. stoletju je Resen prišel pod osmansko oblast. Leta 1866 je bila ustanovljena bolgarska cerkvena skupnost, ki je odprla šolo. Leta 1894 je bila posvečena bolgarsko-pravoslavna cerkev, zgrajena tudi s prispevki iz okoliških mest.
Leta 1908 je v Resenu pod vodstvom Ahmeda Niyazija Beja izbruhnila mladoturška revolucija, ki je privedla do padca sultana Abdülhamida II. Niyazi Bey je v mestu zgradil neoklasicistično palačo, znano kot Saraj, po vzoru francoskega dvorca Chenonceau.

## Demografija
Poselitev je večinoma makedonska, saj Makedonci predstavljajo 76,07 % prebivalstva. Med manjšine spadajo Turki z 10,68 % in Albanci z 9,13 %. Manjšo manjšino predstavljajo tudi Romi z 1,1 % prebivalstva.